# Novlene Williams-Mills
Novlene Hilaire Williams-Mills, jamajška atletinja, * 26. april 1982, Saint Ann, Jamajka.
Nastopila je na olimpijskih igrah v letih 2004, 2008, 2012 in 2016, osvojila je srebrno in tri bronaste medalje v štafeti 4×400 m, v teku na 400 m pa šesto mesto leta 2012. Na svetovnih prvenstvih je v štafeti 4x400 m osvojila naslov prvakinje leta 2015 in štiri srebrne medaljo ter bronasto medaljo v teku na 400 m leta 2007, na panameriških igrah pa zlato medaljo v štafeti 4x400 m ter srebrno in bronasto medaljo v teku na 400 m.